# Bikkia
Genre
Bikkia est un genre de plantes de la famille des Rubiaceae.

## Liste d'espèces
Selon World Checklist of Selected Plant Families (WCSP) (17 janvier 2021) :
- Bikkia bridgeana F.Muell. (1884)
- Bikkia commerconiana K.Schum. (1891)
- Bikkia gaudichaudiana Brongn. (1866)
- Bikkia guilloviana Brongn. (1866)
- Bikkia longicarpa Valeton (1930)
- Bikkia moluccana Suess. ex Troll & Dragend. (1931)
- Bikkia montoyae Mejillano, Santor & Alejandro (2014)
- Bikkia palauensis Valeton (1930)
- Bikkia pancheri (Brongn.) Guillaumin (1909)
- Bikkia philippinensis Valeton (1923 publ. 1924)
- Bikkia tetrandra (L.f.) A.Rich. (1830)

Selon The Plant List (17 janvier 2021) :
- Bikkia bridgeana F.Muell.
- Bikkia commerconiana K.Schum.
- Bikkia gaudichaudiana Brongn.
- Bikkia guilloviana Brongn.
- Bikkia longicarpa Valeton
- Bikkia moluccana Suess. ex Troll & Dragend.
- Bikkia palauensis Valeton
- Bikkia pancheri (Brongn.) Guillaumin
- Bikkia philippinensis Valeton
- Bikkia tetrandra (L.f.) A.Rich.

Selon Tropicos (17 janvier 2021) (Attention liste brute contenant possiblement des synonymes) :
- Bikkia alyxioides S. Moore
- Bikkia artensis (Montrouz.) Guillaumin
- Bikkia bridgeana F. Muell.
- Bikkia campanulata Schltr.
- Bikkia commerconiana K. Schum.
- Bikkia comptonii S. Moore
- Bikkia fritillarioides (Brongn.) Schltr.
- Bikkia fulgida S. Moore
- Bikkia gaudichaudiana Brongn.
- Bikkia grandiflora Reinw.
- Bikkia guilloviana Brongn.
- Bikkia hombroniana Brongn.
- Bikkia kaalaensis N. Hallé & Jérémie
- Bikkia lenormandii N. Hallé & Jérémie
- Bikkia longicarpa Valeton
- Bikkia macrophylla K. Schum.
- Bikkia mariannensis Brongn.
- Bikkia moluccana Suess. ex Troll & Dragend.
- Bikkia neriifolia (Brongn.) Schltr.
- Bikkia pachyphylla Guillaumin
- Bikkia palauensis Valeton
- Bikkia pancheri (Brongn.) B.L. Rob.
- Bikkia parviflora Schltr. & K. Krause
- Bikkia philippinensis Valeton
- Bikkia retusiflora Schltr.
- Bikkia tetrandra (L. f.) A. Rich.
- Bikkia truncata S. Moore
- Bikkia tubiflora (Brongn.) Schltr.